# Shambhala Gardens
Die  Shambhala Gardens sind ein Botanischer Garten in Mullumbimby, Australien, unweit von Byron Bay an der Nordküste von New South Wales. Im subtropischen Landschaftsgarten befinden sich große Steinstatuen und Kristalle, die teilweise 500 Millionen Jahre alt sind. Außerdem befinden sich dort ungewöhnliche Blütenpflanzen, ein Labyrinth, eine Amethystfelsenwand, seltene und alte Geoden und Fossilien in der Vegetation. 

## Crystal Castle

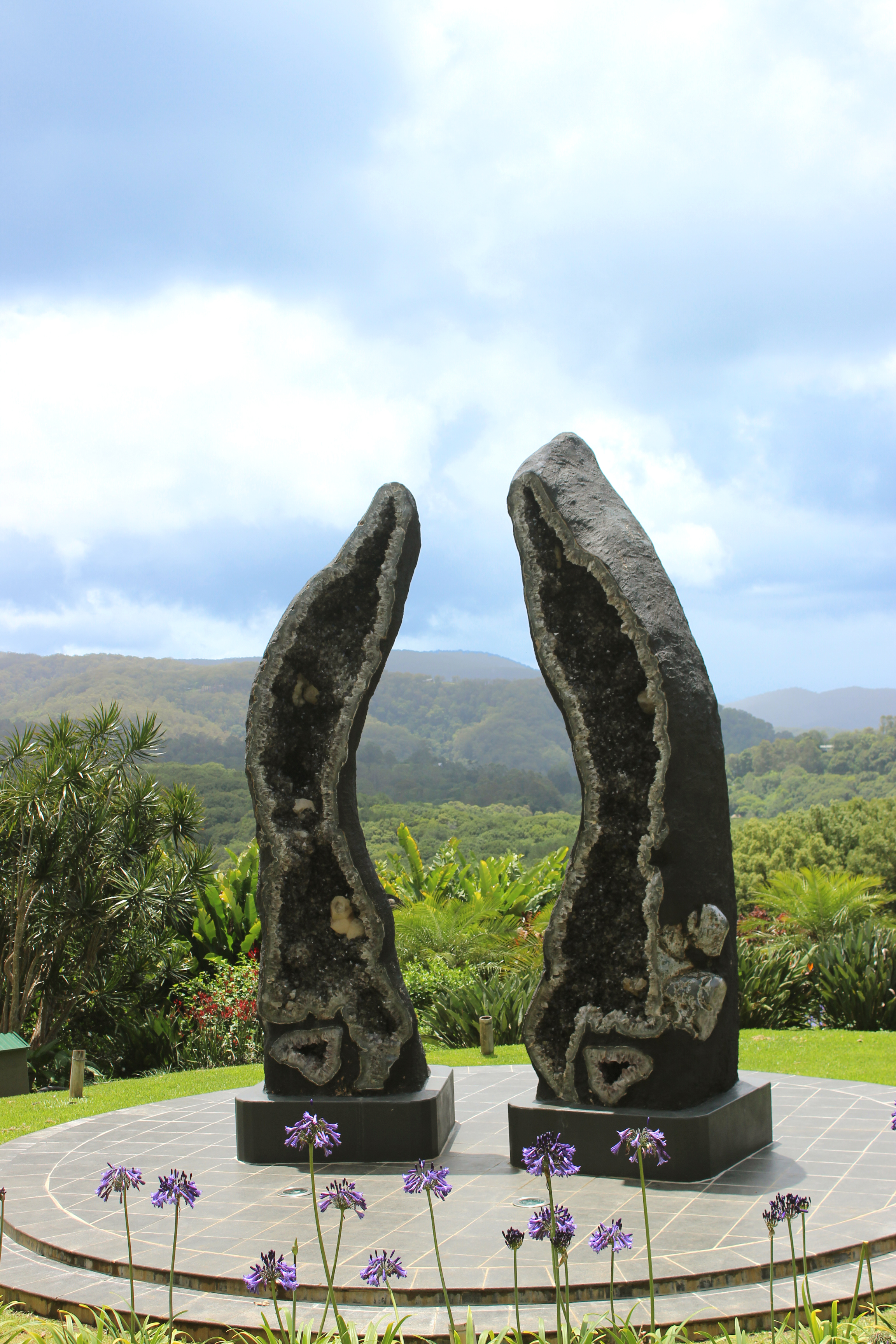
Crystal Castle, Mullumbimby

Der Crystal Castle (deutsch Kristallschloss) besteht aus den zwei höchsten Kristallen der Welt. Die Kristalle ragen 5,5 Meter in die Höhe und werden als Wachposten über die Gärten angesehen. Die Crystal Guardians (deutsch Kristallwächter) sind eine Rauchquarz-Geode mit zarten Amethyst- und Calcit-Kristallblumen. 
Die Geoden wurden aus Uruguay importiert.

## „Buddha Walk“
Der „Buddha Walk“ (deutsch Buddha Spaziergang) ist ein 500 Meter langer Spaziergang mit Blick auf das Hinterland von Byron Bay. Er führt durch die Gärten an Statuen und hoch aufragendem Bambus vorbei. Außerdem hat man in verschiedenen Räumen die Möglichkeit, in Ruhe nachzudenken und zu meditieren. Die Statuen sind handgeschnitzt aus Vulkanstein vom Gunung Merapi (Berg des Feuers). 
| Statuen                     | |
| --------------------------- | --- |
| Segen Buddhas               | Auf seinem Lotus sitzend ist diese Statue fast 4 Meter hoch und wiegt 14 Tonnen                                                 |
| Buddhas Lotus-Mosaik        | Von Turiya Bruce |
| Amethyst Gateway            | Tor aus Amethysten |
| Castle Sculpture and Dragon | Von Steve the Sandman |
| Lakshmi                     | Göttin der Fülle, 3,5 Meter hoch                                                                                                |
| Ganesh                      | Gott des Neuanfangs, über 2 Meter hoch                                                                                          |
| Garuda & Vishnu             | Vishnu, der Gott der Liebe und Retter der Welt, reitet auf Garuda, dem Repräsentanten der Ehrlichkeit und Bewahrer der Wahrheit |
| Nandi                       | Der Herr der Freude und Fahrzeug von Shiva                                                                                      |
| Avalokiteshvara             | Der Buddha des Mitgefühls |

In den Gärten befindet sich außerdem das Lotus-Café mit angrenzender Terrasse, in dem Getränke und Speisen aus frischen lokalen Bio-Produkten angeboten werden. Für Kinder gibt es den Naturspielplatz und Souvenirs sind auch erhältlich. Ein Schauraum und eine Galerie bieten eine Auswahl an Kristallen und Schmuck aus aller Welt zum Verkauf an.